# Knut Almqvist (fotbollsspelare)
Knut Allan Almqvist, född 13 januari 1924 i Hässleholm, död 26 december 2017, var en svensk fotbollsspelare (centerforward). Under karriären på 1940- och 1950-talet representerade han Landskrona BoIS och Gais i allsvenskan.

## Biografi
Almqvist var född och uppvuxen i Hässleholm. Han värvades 1945 från IFK Hässleholm till Landskrona BoIS, där han genast började producera mängder av mål. Sammanlagt gjorde han 103 mål på 104 matcher för klubben, varav 47 mål på 60 matcher i serie- och kvalspel.
Almqvist var med om att vinna division II södra 1945/1946 (förlust i kvalet till allsvenskan) och 1947/1948. I allsvenskan 1948/1949 gjorde han 13 mål på 19 matcher för Skåneklubben.
Landskrona åkte dock ur allsvenskan direkt, och till säsongen 1949/1950 gick Almqvist till Göteborgsklubben Gais. På grund av den tidens övergångsregler blev han dock inte spelklar för klubben i allsvenskan förrän till våren 1950. I Gais spelade han sedan fram till säsongen 1953/1954, och han gjorde sammanlagt 48 matcher och 20 mål för klubben. Hans bästa säsong i Gais var säsongen 1950/1951, då han gjorde 12 mål på 16 matcher och blev intern skyttekung. Guldåret 1953/1954 spelade han bara sex matcher (ett mål) och tilldelades därför ingen guldmedalj.
Almqvist beskrevs som "en mycket framfusig spelare och säker skytt", som "en undersätsig, snabb storskytt, mycket framåtbetonad i sitt spelsätt" samt som en bra huvudspelare. I det civila var han svetsare.